# Catherine Schell
Catherine Schell, född Katherina Schell von Bauschlott den 17 juli 1944 i Budapest, är en ungerskfödd brittisk skådespelerska.

## Rollista i urval
- 1969 – I hennes majestäts hemliga tjänst
- 1971 – Snobbar som jobbar (TV-serie)
- 1972 – Familjen Ashton (TV-serie)
- 1974 – Den Rosa Pantern kommer tillbaka
- 1975 – The Sweeney (TV-serie)
- 1975–1977 – Månbas Alpha (TV-serie)
- 1978 – Helgonet återvänder (TV-serie)
- 1978 – Onedinlinjen (TV-serie)
- 1979 – Doctor Who (TV-serie)
- 1979 – Fången på Zenda
- 1983 – Agatha Christie's Partners in Crime (TV-serie)
- 1983 – Bergerac (TV-serie)
- 1991 – Lovejoy (TV-serie)
- 2020 – Dracula (TV-serie)
- 2022 – The Munsters